# Pennantia baylisiana
Pennantia baylisiana es una especie de planta angiosperma de la familia Pennantiaceae. Es endémica de las islas Tres Reyes, Nueva Zelanda. El Libro Guinness de los Récords la ha denominado como la planta más rara de la tierra. Únicamente se conoce un ejemplar, considerado como hembra, el cual ha producido polen viable.

## Descripción
Es una planta de tamaño pequeño, con múltiples troncos, con hojas rizadas y brillantes que pueden alcanzar los 120 a 160 mm de largo, siendo más anchas hacia las puntas. 
Sus flores, que comienzan a aparecer en los meses de octubre y noviembre, son de color verde y blanco y se encuentran en racimos a lo largo de las ramas. Por último, esta especie da frutos entre los meses de enero y abril; estos son morados, contienen una sola semilla cada uno y alcanzan los 10 mm de largo.

## Amenazas
En su hábitat natural, se puede encontrar únicamente una sola planta de este tipo; esto es así porque en un principio, Pennantia Baylisiana y todas las demás plantas endémicas de las islas Tres Reyes fueron devoradas por las cabras del lugar. El peligro fue mitigado en el año 1946 y a partir de entonces, la planta ha persistido a pesar de los daños ocasionados por tormentas y sequías de la zona. 

## Actualidad
En las últimas décadas, los científicos han tratado de crear más plantas de esta especie pero se interpuso una cuestión: se pensaba que el árbol era hembra y que parecía que necesitaba un macho para generar frutas y semillas de forma adecuada. 
Mientras se armaba un plan de recuperación para la especie a principios de la década de 1990, Peter de Lange, científico neozelandés, encontró varios datos que lo ayudaban en su tarea de recuperación. Varios jardineros tenían varias plántulas de Pennantia Baylisiana que resultaron ser ejemplos puros de la especie, no híbridos de otras especies de Pennantia como se había pensado originalmente. También una de las plántulas había producido frutos después de la polinización manual. Esto último, llevó a De Lange a concluir que el árbol silvestre podría no ser verdaderamente hembra. Además, una investigación similar publicada casi en simultáneo, sugirió que si bien la planta era femenina, parecía también tener un nivel bajo de cualidades masculinas que le permitirían auto-polinizarse.
Lamentablemente, durante el plan de rehabilitación de Pennantia, muchas murieron en el lapso del año dado las enfermedades y virus transmitidos por las aves. Sin embargo, De Lange, nunca bajó los brazos, como lo podemos ver: "Aunque esto suena poco prometedor, cuando consideras que las islas son prácticamente inaccesibles y es costoso llegar a ellas, y para hacer este tipo de trabajo necesitas visitar tres o cuatro veces al año, su trabajo es espectacular por decir lo menos", dijo Lange.
Actualmente, gracias al arduo trabajo científico, las semillas de Pennantia fueron regresadas a su tierra natal, desprovistas de enfermedades o patógenos fúngicos; se calculaba que tomaría entre seis y diez años para crecer lo suficiente como para empezar a florecer.